# Sing-A-Longs and Lullabies for the Film Curious George
Sing-A-Longs and Lullabies for the Film Curious George er et soundtrack af den amerikanske singer-songwriter Jack Johnson, der blev indspillet til filmen Peter Pedal i 2006. Sammen med Johnson medvirker Adam Topol, Ben Harper, G. Love, Kawika Kahiapo, Matt Costa, Merlo Podlewski og Zach Gill. Det blev udgivet den 7. februar 2006. Albummet toppede USA's  Billboard Top 200, og solgte 149.000 eksemplarer og nåede #1 i Australien (ARIA) i debutugen og i Canada på Nielson Soundcan chart den 25. februar og blev der i fire uger.
Dette var det første soundtrack der nåede #1 siden Bad Boys II i august 2003 og var det første soundtrack fra en animeret film, der toppede Billboard 200 siden Pocahontas nåede #1 i en uge i juli 1995.

## Spor
Alle sange er skrevet af Jack Johnson, medmindre andet er noteret.
Alle sange skrevet og komponeret af Jack Johnson except as noted. 
| Nr. | Titel                                                                           | Writer(s)                        | Længde |
| --- | ------------------------------------------------------------------------------- | -------------------------------- | ------ |
| 1.  | "Upside Down"                                                                   |                                  | 3:28   |
| 2.  | "Broken"                                                                        |                                  | 3:55   |
| 3.  | "People Watching"                                                               |                                  | 3:19   |
| 4.  | "Wrong Turn"                                                                    |                                  | 2:53   |
| 5.  | "Talk of the Town" (med guitar og vokal af Kawika Kahiapo)                      |                                  | 3:22   |
| 6.  | "Jungle Gym" (Featuring G. Love)                                                | Garrett Dutton                   | 2:24   |
| 7.  | "We're Going to Be Friends" (Covering The White Stripes, orig 2001)             | Jack White                       | 2:18   |
| 8.  | "The Sharing Song"                                                              | Adam Topol, Zach Gill            | 2:45   |
| 9.  | "The 3 R's" (omskrivning af Schoolhouse Rock!-sangen "Three Is a Magic Number") | Bob Dorough; ny tekst af Johnson | 2:55   |
| 10. | "Lullaby" (Featuring Matt Costa)                                                | Matt Costa                       | 2:48   |
| 11. | "With My Own Two Hands" (Covering, og featuring Ben Harper)                     | Ben Harper                       | 2:59   |
| 12. | "Questions"                                                                     |                                  | 4:10   |
| 13. | "Supposed to Be"                                                                |                                  | 2:54   |

## Hitlister
| Hitlister                              | Højeste placering |
| -------------------------------------- | ----------------- |
| Australien (ARIA)                      | 1                 |
| Østrig (Ö3 Austria)                    | 3                 |
| Belgien (Ultratop Flanderen)           | 48                |
| Belgien (Ultratop Vallonien)           | 50                |
| Canadian Nielson Sounscan Albums Chart | 1                 |
| Holland (Album Top 100)                | 9                 |
| Finland (Musiikkituottajat)            | 25                |
| Frankrig (SNEP)                        | 42                |
| Tyskland (Media Control)               | 3                 |
| New Zealand (RIANZ)                    | 1                 |
| Norge (VG-lista)                       | 26                |
| Portugal (AFP)                         | 5                 |
| Schweiz (Schweizer Hitparade)          | 2                 |
| US Billboard 200                       | 1                 |